# 姫のためなら死ねる
『姫のためなら死ねる』（きみのためならしねる）は、くずしろによる日本の4コマ漫画。竹書房のウェブコミック配信サイト『まんがライフWIN』で2010年3月10日から2024年3月21日まで連載された。

## ストーリー
時は平安時代。中流貴族の娘であり文学の才能と退屈を持て余していた清少納言は、日々の発見や感じた事を日記に書き連ねるのが趣味だった。しかしその生活の実態は貴族ゆえ身の回りの世話は他人任せ、日記を書くこと以外は何もしていないという現代で言えばブログばかり更新している引きこもりのニートであり、それを見かねた友人の弁官の薦めで中宮定子に女房として仕えるべく面接を受ける。
一方、中宮定子は幼いころから父の雇った多くの女房達に囲まれ何不自由ない生活を送っていたが、中宮という立場ゆえ宮中の人間以外と会う機会がなく身分の差や雇い主が父の事もあって、女房達も仕える主として接しており本音が話せる友人と呼べる存在がいない事に寂しさを覚えていた。それまで貴族の娘として、中宮として礼儀正しい節度ある大人の振る舞いを心掛けていたが、勇気を出して初めての我儘をする事を決意し友人となる私的な女房を新たに雇うため、自ら面接会場に出向いて母の「字を見れば人となりが分かる」という助言に従い少納言の面接を行う。そして出来すぎて怪しすぎる前評判もあって乗り気ではなかったが、勢いで来てしまった少納言は面接会場で初対面の定子に字の美しさを褒められその高貴さ・愛らしさに圧倒され、定子に生涯を捧げる決意をする。
面接を無事通過し、就職を果たしてようやく定子と二人きりになれると思いきや、宮中には同じく定子に仕える女房達、定子の両親、いとこの彰子とその両親、陰陽師、彰子に女房として仕える超売れっ子作家の紫式部など強すぎる個性を持った面々がそろっており、引きこもり生活から一転して波乱の宮中生活が始まる。

## 登場人物

### 定子周辺
清少納言（せい しょうなごん）
枕草子の作者にして中宮定子の女房。27歳。中流貴族の出であり、古今集を丸暗記する程の卓越した記憶力と後に平安文学の傑作に数えられる日記を書く文才に恵まれており、漢詩にも精通している。女房として宮仕えするまでは引きこもりだったが、見かねた友人・弁官の薦めで中宮定子の家庭教師になるための面接を受けて女房となった。弁官から定子の前評判を聞いて、完璧すぎる故に架空の人物かと思っていたが面接の際に評判通りだった定子に一目ぼれし、変態的なまでに定子を敬愛するようになる。こと定子の絡むと発想が飛躍しがちでところ構わず定子への愛を語る一方、無自覚に思わせぶりな態度をとることで周囲の人間から誤解を受けることが多い。
定子の問いに対して機転の利いた答えを瞬時に実践して見せる等、頭の回転も速く高い教養を持つ定子の家庭教師を務めるだけの学はあるものの、引きこもり生活が長かったおかげで一般常識に疎く、化粧や料理はまったくできない。部屋は散らかり放題でいつも見かねた紅式部が片づけている。
酒が弱く、少しでも酒を飲むと理性の箍が外れてしまう上に、酔っている最中の記憶は酔いが覚めた頃には残っていない。定子絡みのこととなると通常では考えられないような能力を発揮し、十二単を身に着けたままオーバーヘッドキックをしたり、帰りを待つ定子のもとに文字通り飛んで帰ったりといったことができる。
紫式部とは互いの作品や感性を批判し合いつつも、似た立場の者同士として相談を受ける関係でもある。同室の同僚である紅式部から好意を寄せらせているが、そのことに気付いてはおらず本音を話せる数少ない友人の一人としてみている。定子を取り合う関係から彰子・主上との仲が悪く、たびたび二人から嫌がらせを受けている。
後に『枕草子』となる日記を書くのが趣味で、日々の出来事や気付きなどとりとめのない日常を書き連ねている。しかしこれは表向きのもので、趣味と欲望が全開になった定子を愛でる日記はとても他人に見せられるものではなく畳の下などに隠している。紫式部に触発され、小説を書いたことも。
中宮定子（ちゅうぐう ていし）
主上の中宮。13歳。大勢の女房に囲まれて育ち教養も容姿も完璧であるが、公私を通じて真に友人と呼べる相手を欲し、「家庭教師」の名目で清少納言を登用した。清少納言から変態的に愛されていることに気づかないまま、ただ純粋に清少納言のことを慕って彼女の日記を読むのを楽しみにしている。
清少納言とより親密な関係になりたい・独占したいという気持ちが強く、関係を深めるためにどうすればいいかを常に模索している。清少納言が自分以外のものと親密な関係になることを危惧しており、そうした兆候が見られた際には焼きもちを焼いて非常に威圧的になる。清少納言と紫式部が一緒に寝ている現場を目撃して以来、二人の関係を特に疑っている。清少納言との関係について母である貴子に相談することが多い。
中宮としてふさわしい振る舞いを心掛けているが、少納言には地獄絵図を不意打ちで見せて驚かせる悪戯を仕掛けたりゲームで打ち負かす事を楽しんだりと、年相応の無邪気な振る舞いを見せることも。
中宮になる以前は彰子同様にやんちゃな子供だったが、中宮になったことを期に落ち着いた。このことが彰子に従姉との間の距離を感じさせる結果となった。
弁官（べんかん）
中宮の母・藤原貴子に仕える女房。30歳くらい。清少納言の友人であり親代わりのような存在。母親同士の仲が良かったことから清少納言とは幼少の頃に知り合い、早くに母親を亡くした清少納言の姉のような存在だった。以後今に至るまで腐れ縁が続いており、引きこもりのニート生活を満喫していた清少納言を見かねて定子の家庭教師になるよう薦めた。しかし、実際に登用されてから定子への偏愛ぶりを爆発させて暴走し続ける清少納言に不安を覚える日々を送っている。本作品では貴重な常識人であり、主に自由奔放な清少納言や貴子にツッコミを入れる立場。幼馴染の清少納言に対して度々強烈なツッコミを入れる一方で、主君である貴子には頭が上がらず遠慮がちに突っ込むことが多い。
主君である貴子とは単なる主従関係以上の特別な関係にあり、二人の親密な関係を目の当たりにした定子からは主従の権化として目標にされている。貴子を慕っている一方で、貴子からの過剰に性的なスキンシップに困惑することも多い。
紅式部（こう しきぶ）
定子の女房で清少納言の同僚。17歳。同じく定子の女房である白銀小左近、翆中納言と仲が良い。出会った当初から清少納言に好意を寄せているが、自分の気持ちに素直になれず、初対面となる顔合わせの時から口を開く度に思っていることとは反対のことを言ってしまい、自己嫌悪に陥ることが多かった。弁官の紹介で清少納言と同室となり、関係が深まるにつれて徐々に素直に接することができるようになる一方で、最初に清少納言に感じた印象と現在感じている印象とのギャップに思い悩んでいる。
清少納言の定子への想いを知っているが、ときおり見せるおもわせぶりな態度を見せられるせいで諦めきれずにいる。傍から見て明らかに恋愛感情を抱いているが、周囲にそのことを指摘されても認める様子はない。
散らかした部屋を片付けたり、相談に乗ったりと常識人として苦労が絶えない。
藤原貴子（ふじわら の たかこ）
定子の母。30歳くらい。前髪パッツンと妖艶な目元が特徴的な美女。掴み所のない飄々とした性格で、その場の思い付きで周囲の人間を巻き込んだ騒動を起こして楽しんでいる。お気に入りの女房である弁官にたびたびちょっかいをかけて困らせている。定子と清少納言の関係を見守っており、定子から相談を持ちかけられると、持ち前の茶目っ気を出しつつも、的を射た意見で娘を導いている。
倫子を義妹にするために道長の正妻となるよう口説き落とすなど、自らの欲求に忠実であり、そのためには手段を選ばない。
清少納言が苦手とする相手で、酔っ払って手当たり次第キスをして回った時も唯一本能的に危険を感じて避けていた。
白銀小左近（しろがね こさこん）
定子の女房で清少納言の同僚。翆中納言とは同室で普段から一緒にいることが多い。状況を把握し空気を読むことに長けており、いつも笑顔を浮かべて周囲の騒ぎを見守っている。紅式部にアドバイスをする役回りが多く、歯に衣着せぬ物言いで物事の核心をつく発言をする。お酒が好き。
翆中納言（すい ちゅうなごん）
定子の女房で清少納言の同僚。白銀小左近とは同室で普段から一緒にいることが多い。口数が少なく、いたって常識的な価値観の持ち主で周囲の騒ぎに困惑気味。
夢占いが趣味でお告げや夢の内容の暗示に詳しい。

### 彰子周辺
藤原彰子（ふじわら の しょうし）
定子の従妹。定子と紫式部に特別な愛情を抱いている。好意を抱いた相手へ依存しがちで、紫式部が自分以外の人間のことを考えるのは許せないと本気で考えている。定子と紫式部に親しく接する者には、相手がだれであろうと強い敵愾心を露わにし実力行使も辞さない。清少納言を定子から引き離すために、定子との距離ができる原因であることから恨みを抱いている主上と結託したり、紫式部目当てで女房に志願した菅原孝標女を清少納言を倒す戦力になると判断し登用するなど、気に入らない相手でも自らの欲求を満たすために利用できると判断すれば柔軟に対応する利己的かつ合理的な性格の持ち主。
定子が中宮になって以来距離を感じており、同じ立場に立つことで再び距離を縮めることができると信じて中宮を目指しているが具体的にそれが何を意味するのかはいまいち分かっていない。
何だかんだ言いつつ勉強は嫌いではなく、呑み込みもいい。
紫式部（むらさき しきぶ）
彰子の女房・家庭教師で元は倫子の女房。24歳。常に胸元を強調するように着崩しているが、本人の意思ではなく、浮気を疑った彰子が首や胸元についてキスマークがつけられた場合にすぐ分かるよう指示したもの。無邪気で我儘な彰子の言動に振り回されることが多く、その他清少納言や藤原道長等やりたい放題な面々にも囲まれ苦労が絶えない。
現在では周囲の人間と円滑なコミュニケーションを図っているが、彰子の女房となる以前は、自らの能力の高さを鼻にかけて周囲の人間を見下して関係を絶っていた。幼馴染との関係性の変化にショックを受け腐っていた際、彰子に出会って助けられて以来、彰子に忠誠を誓い周囲と壁を作ることなく接するようになった。彰子の自分に対する独占欲の強さに呆れながらも、同時に彰子が自分を必要としなくなることに対して強い不安感を抱いており、相互に依存した関係にある。
清少納言に対して対抗意識を燃やしつつ、感情をぶつけ合う関係として特別な意識を持っているが、定子一筋の清少納言とは互いへの意識に温度差がある。清少納言に著書の源氏物語をただの卑猥な小説と見做されている一方、清少納言の書いた枕草子を著者の自己顕示欲が前面に押し出された作品だと批判している。
作中きっての巨乳の持ち主で、特に清少納言からは胸をネタにいじられる事が多い。
和泉式部（いずみ しきぶ）
彰子の女房にして紫式部の同僚。20歳。教養よりも容貌に磨きをかけるタイプで、しょっちゅう異性と恋をしては破れて落ち込み、紫式部の慰撫を求める。その割には恋愛に懲りる様子はなく、逆に恋路に興味が薄い紫式部に恋愛のための努力を促すなど打たれ強い面も見せる。容貌を重視する一方で勅撰和歌集の常連になる歌人として優れた才能を発揮し、恋愛に関する数々の歌を世に送り出している。紫式部のことを慕っているが、紫式部からは嗜好の違いから苦手意識を持たれている。
恋に恋するタイプで数時間にわたりのろけ話を披露したり恋の相談を持ち掛けたと思えば、付き合っては失恋したりふったりを繰り返しており、妻子持ちから別れた元恋人の弟までその相手は幅広い。そのせいか道長同様に未練を残した男性達の生き霊に憑かれていた。
藤原倫子（ふじわら の のりこ）
彰子の母。長い黒髪で片目を隠している。面倒になると直ぐに殺す・死ぬなどの物騒な発想に落ち着く。乗り気ではなかった道長との結婚が決まったときも呪い殺すか自殺するという結論に達するが、貴子に口説き落とされてからは一転して結婚を承諾、更に貴子に対して偏執的な盲愛を抱くようになった。娘・彰子の家庭教師である紫式部にも屈曲気味ながら愛情を注いでおり、彼女に危害が及べば実力行使も辞さない。特に貴子のお気に入りである弁官を目の敵にしている。
結婚前から既にプレイボーイとして名をはせていた道長には全く興味が無く、要領だけで生きてきて出会って2秒で抱こうとする男との結婚は無理と言い切っていたが、貴子に口説かれて結婚となった経緯がある。対して道長は自分に全く興味がない初めての女性である事を気に入っていた。
そんな打算的に決まった結婚ではあったが女に手を出しまくる道長の事を許容し、自分が正妻なら浮気してもいいと言ったり女房達の間では何だかんだ道長の事が好きである、ともっぱらの話題となっていて夫婦仲は悪くない様子で娘の彰子も可愛がっている。
基本的に道長に手厳しく、呪いにびくともしなかった道長が部屋を覆いつくす程の呪いに圧倒されて寝込んだ時も、瀕死にならないと学ばないからと冷静にあえて放置したり、うっかり愚痴を呪いに上乗せしてしまったりと彰子共々容赦がない。
菅原孝標女（すがわら の たかすえ の むすめ）
更級日記の作者にして彰子の女房。源氏物語を全巻暗記するほどこよなく愛するオタク少女。源氏物語を読みたい一心で自ら等身大の仏像を彫り上げ拝み倒した、夢に出てきた僧侶に源氏物語だけに熱中せず法華経の勉強を促されたが全力で拒否するという、いかれたエピソード（実話）の持ち主。ただ僧侶の件については後年反省の弁を書き残している。大人しそうな雰囲気に反して、源氏物語や紫式部のこととなると非常に積極的になり、紫式部目当てに彰子の女房となったほど。源氏物語への度を越した執着ぶりから、紫式部からは迷惑がられているが、本人は自覚していない。リア充である和泉式部のことは苦手。
紫式部の書いた日記を原本を少し読んだだけで全て暗記し、大量に写本を書く観音の手（キヤノンのコピー）という特殊能力の持ち主。
安倍の人（あべ の ひと）
倫子専属の陰陽師。素顔を仮面で隠しており、素性も不明である。仮面に顔文字のような表情が現れることで感情を表現する。占いや式神の召喚、呪い、天気予報、天候操作など陰陽師としての能力は本物だが、普段は倫子や主上、彰子と戯れていることが多く、陰陽師として真面目に仕事をすることは少ない。
安倍晴明の女体化でないことが単行本にて言及されている。
何かとトラブルを招き、それに巻き込まれる事が多い清少納言にはトラブルメーカーとして認知されており、また怪我や病気の治療のための祈祷が胡散臭いという理由で全く信用されていない。
和気の人とは幼少の頃から知り合いだが、仕事内容が被る上に知識と理論派の和気の人に対して祈祷と呪術の安部の人と仕事のやり方も逆で全くそりが合わず、苦手意識がある。
単行本12巻では祈祷や呪術を馬鹿にされた事に拗ねて、陰陽師から倫子の女房へと転職し、顔も平安風の別人となって新たな仕事を始めた。ノリで転職したものの、案外女房としても仕事が出来そうな事に倫子は腹を立てていた。

### 主上周辺
主上（しゅじょう）
一条天皇。作中で主上と言えば一条天皇を指す。女性的な見た目と仕草だが歴とした男性。定子を深く愛しているが、定子の前では素直になれず、心にもない暴言を吐いたり、白紙の手紙を何十通も送りつけたりと、想いがから回ることが多い。定子の寵愛を受ける清少納言とはライバル関係にあり、定子と清少納言を引き離すために様々な工作を行う。清少納言を敵視する者同士として、彰子と行動をともにすることが多い。
特に清少納言に対してはかなり口が悪く、毒舌が止まらず椿にたしなめられる事もしばしば。一応国の最高権力者ではあるものの言い争ってかんしゃくを起こしたり、彰子と悪戯の相談で盛り上がったりと見た目相応に子供らしい一面もあり、威厳は皆無。
椿
主上の女房。主上に対してかなり毒舌。暴走しがちな主上の行動をたびたび諌めるが、基本的には放任主義で、行動を把握したうえで敢えて暴走を見逃し、痛い目に遭った所で主上の反省を促すことが多い。
常に主上の動向を把握しており、屋根の上から扉の向こうまでいつの間にか現れては助言を与えたりおしおきの準備をするなど神出鬼没。

### その他
藤原道隆（ふじわら の みちたか）
定子の父。関白。娘の願いを聞き入れて家庭教師を募集したが、登用された清少納言の行動が暴走気味なことに不安を抱き、しばしば局を覗き込んで様子を窺っている。妻である貴子との距離が遠いことを気にしている。
至って普通の感覚を持つ良識人で、特に女性関係でぶっ飛んだ言動が多い道長に呆れている。
藤原道長（ふじわら の みちなが）
彰子の父であり道隆の弟。正妻の倫子がいるにも拘らず、光源氏の如きプレイボーイ振りと軽薄さを発揮する青年貴族。外見は兄よりイケメンに描かれている。その奔放振りは凄まじく、紫式部から彰子について相談を受けても密会の予定を優先させ、同時に複数の女性と付き合い過ぎて首が回らなくなる、女性遍歴3桁越え、口説いた返礼の和歌が箱二つ分、巨乳を抱いた事がないから抱こうと思い立ったら義理の姉に手を出そうとする、知らない所で血族がどんどん増えている等女性に関するエピソードは数えきれない。娘たちが巻き起こす騒ぎを楽しんでいる様子。後世では『源氏物語』に登場する光源氏のモデルと解釈されることがあり、劇中でもそのような描写がある。本作品中の紫式部はそれを否定しているが、藤原道長は光源氏のモデルと噂されるのを喜んでいる模様。
前述のような自由奔放な軽薄さから方々で恨みを買いまくっているようで、尋常でない量の生霊が宮の上空を飛び回る、呪いや怨霊が肩に乗る、突然矢が飛んでくるなどは日常茶飯事。しかし結婚前に呪いをかけていた倫子曰く、何してもびくともしない桁外れにタフな魂を持っているためか本人は気にも留めていない。
大抵の話が下ネタに落ち着く、次の瞬間には下を連想する、口紅がやらしいと気付くと女房達の口紅を手に入れようと画策する等自分の欲望のままに行動しては子供のように倫子に怒られている。そんな道長だが、娘の彰子は可愛がっていて似合いそうな着物を見繕って送ったりしている。ただしセンスは壊滅的に酷い。
藤（ふじ）
紫式部の幼馴染。清少納言にとっての弁官と同様の立場。紫式部が倫子の女房を辞めて一時引き籠る原因となった。史実上で紫式部に関わった人間の要素をまとめたもので、特定のモデルはいない。
清原致信（きよはら の むねのぶ）
清少納言の兄。女性的な見た目と仕草で、作中において性別が不明瞭である。胸元を開くほど着物を着崩し、胸にさらしを巻いている。自由奔放な性格で、清少納言以外の家族との折り合いが悪く家を出て行ったが、自分のせいで兄が家を出たのだと清少納言が誤解したため、結果的にこの家出が清少納言が長年引き籠る原因となった。
平たく言えば自由、具体的に言えば大刀を持ってフラフラして勝った博打のカタに高価なものを貰ってくる粗暴な人物で、清少納言曰くあれは野盗。
幼少の清少納言の人格形成に多大な影響を与えた人物で、地獄絵図を怖がったり物理的な出来事には動じない性格も兄の影響が大きい。
藤原伊周（ふじわら の これちか）
道隆と貴子の子で定子の兄。定子を激しく溺愛しており、清少納言が女房になったと聞いた時は彼女が相応しいかどうか試そうと中宮まで足を運ぶほど。極度の構われたがりで貴子から妹が新しい女房を雇ったことを自分だけ知らされてなかったことにショックを受けていた。定子自身は本心から伊周を嫌っているわけではないが「いい加減に妹離れしてほしい」と思っている。貴子の策略で清少納言とお見合いした時は良い雰囲気とノリに流されそうになった。
叔父である道長とは「生理的に合わない」者同士。発言から見るに童貞であると思われる。
和気の人（わけ の ひと）
典薬寮の役人で宮中の健康管理や薬の調合、医療を行う。陰陽師の安部の人と同じく医療を担当するが、こちらは知識と経験に基づく針や按摩、薬事療法を駆使した医術を施し、最後の一押しとしての呪禁も行う。
顔の下半分をマスクで隠しており、素顔は不明で安部の人の祈祷に不信を抱いた清少納言に貴子が紹介した。
腕を骨折した少納言に添え木を包帯で巻いて三角巾をして固定、鎮痛剤の処方、牛乳で作った蘇の摂取の提案と近代的な治療を施し、まじないの類を信用しない事で意気投合する。
呪術や祈祷を一切信用しておらず、結果には原因があり天命を待つよりそれを解明する方が早いという現実的な思考の持ち主。そのため陰陽師と共に宮中で医療を担当するものの、アプローチが正反対なため対立しがちで安部の人とは幼少期からしょっちゅう衝突していた。
穏やかで良識的な人物に見えるが、好奇心が行き過ぎて暴走する事があり、一度折れた骨は強く太くなるのか確かめるためにもう一度手斧で少納言の腕を折ってもいいかとお願いする、閉じ込めた大量の道長の呪いと悪霊の力で勝手に動き始めた人形を見るや、動くからくりを解明するために刃物で人形を解体しようとするなど、悪霊が逃げる程の狂気の持ち主。

## 書誌情報
- くずしろ『姫のためなら死ねる』 竹書房〈バンブー・コミックスWINセレクション〉、全14巻
  1. 2011年5月7日発売[2]、ISBN 978-4-8124-7561-4
  2. 2012年4月7日発売[3]、ISBN 978-4-8124-7761-8
  3. 2013年5月7日発売[4]、ISBN 978-4-8124-8171-4
  4. 2014年4月7日発売[5]、ISBN 978-4-8124-8549-1
  5. 2015年4月7日発売[6]、ISBN 978-4-8019-5221-8
  6. 2016年5月7日発売[7]、ISBN 978-4-8019-5518-9
  7. 2017年5月6日発売[8]、ISBN 978-4-8019-5930-9
  8. 2018年5月7日発売[9]、ISBN 978-4-8019-6254-5
  9. 2019年5月7日発売[10]、ISBN 978-4-8019-6604-8
  10. 2020年5月7日発売[11]、ISBN 978-4-8019-6933-9
  11. 2021年5月7日発売[12]、ISBN 978-4-8019-7295-7
  12. 2022年5月7日発売[13]、ISBN 978-4-8019-7628-3
  13. 2023年6月15日発売[14]、ISBN 978-4-8019-8065-5
  14. 2024年5月16日発売[15]、ISBN 978-4-8019-8311-3